# Chrysolina helopioides
Chrysolina helopioides é uma espécie de artrópode pertencente à família Chrysomelidae.